# 아이치현 예술 극장

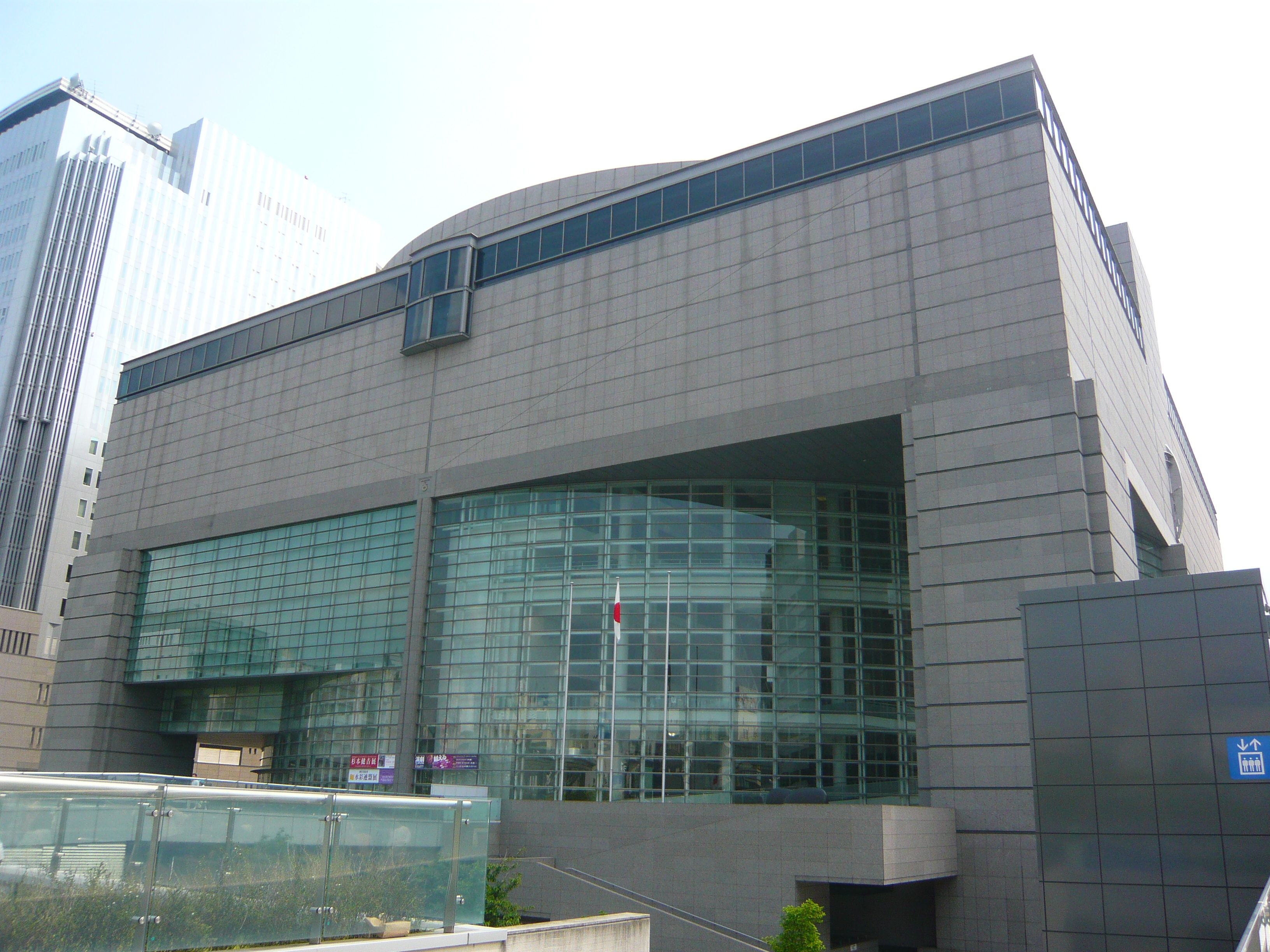
아이치 예술 문화 센터

아이치 예술 문화 센터(일본어: 愛知県芸術劇場 아이치켄게쥬쓰게키죠[*], Aichi Prefectural Arts Theater)는 일본, 아이치현, 나고야시 히가시구에 아이치 예술 문화 센터에 있는 극장이다.